# Galambos Péter (evezős)
Galambos Péter (Budapest, 1986. szeptember 9. –) világbajnoki érmes, Európa-bajnok magyar evezős.

## Pályafutása
2019-ben és 2021-ben könnyűsúlyú egypárban Európa-bajnok. 2022 januárjától az MTK versenyzője lett.

## Eredményei

### Magyar bajnokság
egypár
- arany: 2009, 2010, 2012, 2013, 2014, 2015, 2017, 2018, 2019, 2021
- ezüst: 2011, 2016, 2022, 2023

könnyűsúlyú egypár
- arany: 2008,  2009, 2010, 2011, 2012, 2013,  2015, 2016, 2017, 2018, 2019, 2020, 2021, 2022, 2023
- bronz 2014

könnyűsúlyú kétpár
- arany: 2006, 2007, 2008, 2011, 2012, 2014, 2016, 2017, 2018,  2019, 2020, 2021
- ezüst: 2005, 2009, 2013

négypár
- arany: 2015
- ezüst: 2023

könnyűsúlyú négypár
- arany: 2014

## Díjai, elismerései
- Az év magyar evezőse (2010, 2012, 2013, 2018,[3] 2019,[4] 2023[5])
- Vác város Pro Urbe díj (2018)